# Ignaz Holzbauer
Ignaz Jacob Holzbauer (Vienna, 17 settembre 1711 – Mannheim, 7 aprile 1783) è stato un compositore austriaco.

## Biografia
Figlio di un commerciante di cuoio o calzolaio viennese, fu obbligato dal padre a studiare diritto e teologia all'università di Vienna, ma il giovane non aveva alcuna intenzione di seguire la carriera giuridica e quindi dovette apprendere la musica da autodidatta e di nascosto. Si formò in tal modo. Successivamente si occupò dell'istruzioni dei ragazzi del coro di voci bianche del Stephansdom.
Su suggerimento di Johann Joseph Fux nel 1730 si recò a Venezia, dove studiò per conto proprio i grandi maestri della scuola veneziana, fra i quali Antonio Vivaldi, Tomaso Albinoni, Antonio Lotti e Baldassarre Galuppi, nonché quelli della scuola napoletana, come Nicola Porpora e Johann Adolph Hasse.
Tornato dall'Italia, iniziò la sua attività d'operista con il dramma Lucio Papiro dittatore, rappresentato il 12 ottobre 1737. Nei periodi 1742-1744 e 1746-1750 fu direttore d'orchestra al Burgtheater, dove compose nel 1744 le danze per l'opera Ipermestra e nel 1747 il balletto per l'Arminio di Hasse.
Dal 1744 al 1746 fu nuovamente in viaggio per l'Italia, dove oltre alla città lagunare soggiornò anche a Milano.
Nel 1750 fu nominato maestro di cappella a Stoccarda in sostituzione di Giuseppe Antonio Brescianello e il 15 giugno 1753 mise in scena la favola pastorale Il figlio della selva a Schwetzingen, la quale riscosse un notevole successo. Ricevette così la stessa carica nella città di Mannheim.
Tra il 1757 e il 1759 condusse altri viaggi in Italia per rappresentare alcune sue opere, come Nitetti e Alessandro nelle Indie.
Nel 1778 lasciò Mannheim per entrare al servizio della corte di Monaco. Ma nel 1781, ormai sordo, vi tornò per trascorrere i suoi ultimi anni di vita.

## Considerazioni sull'artista
Sotto la sua direzione la cappella di Mannheim diventò una delle orchestre più prestigiose d'Europa.
Come compositore Holzbauer fu estremamente produttivo. Infatti ha lasciato ben 200 sinfonie per orchestra, 18 quartetti d'archi, 13 concerti per vari strumenti, 2 oratori, 26 messe (delle quali anche con testo in tedesco), 37 cantate e vari pezzi minori di musica sacra. Scrisse inoltre 15 drammi per musica.
Tra i suoi lavori teatrali ebbe anche particolarmente successo l'opera tedesca Günther von Schwarzburg. Sulla sua rappresentazione del 5 gennaio 1777 Wolfgang Amadeus Mozart scrisse: La musica Holzbauer è sempre bella. ... e mi stupisco maggiormente, che un uomo anziano come Holzbauer, abbia ancora molto spirito dentro di sé....

## Lavori

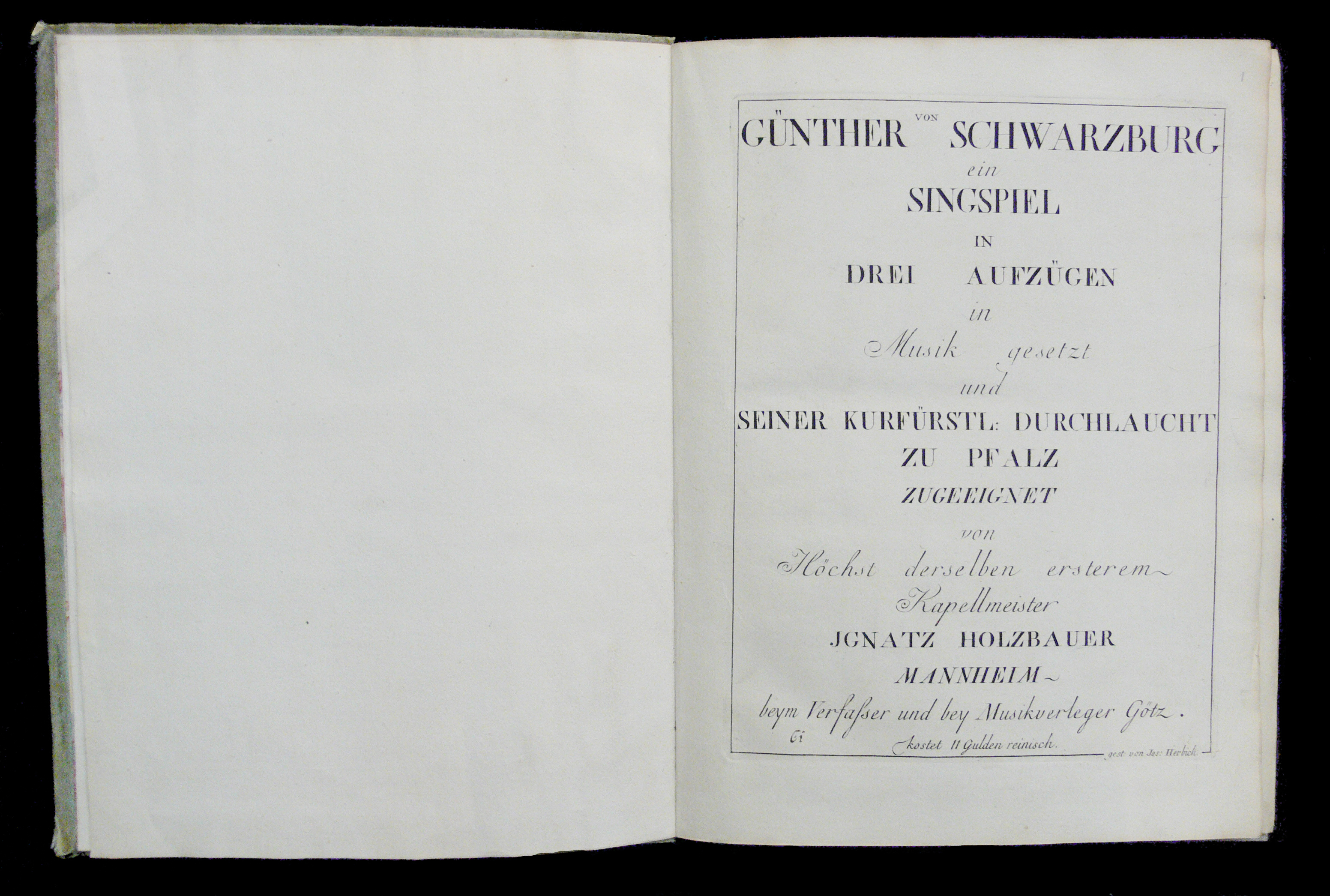
Günther von Schwarzburg

### Opere
Sono note 18 opere di Holzbauer; l'anno e la città si riferiscono alla prima rappresentazione.
- Lucio Papirio (dramma per musica,  libretto di Apostolo Zeno, 1737, Hollschau)
- Sesostri, re d'Egitto (dramma per musica, libretto di Apostolo Zeno, 1738, Hollschau)
- Vologeso (dramma per musica, libretto di Apostolo Zeno, 1739, Hollschau)
- Hypermnestra (teutsche Opera, 1741, Vienna)
- La fata meravigliosa (dramma giocoso per musica, 1748, Burgtheater di Vienna)
- Il figlio delle selve (favola pastorale per musica, libretto di Carlo Sigismondo Capece, 1753, Schwetzingen)
- L'isola disabitata (azione per musica, libretto di Pietro Metastasio, 1754, Schwetzingen)
- L'Isspile (dramma per musica, libretto di Pietro Metastasio, 1754, Mannheim)
- Il Don Chisciotte (opera semiridicola, libretto di Apostolo Zeno, 1755, Schwetzingen)
- I cinesi (componimento drammatico per musica, libretto di Pietro Metastasio e Mattia Verazi, 1756, Schwetzingen)
- Le nozze d'Arianna (festa teatrale per musica, libretto di Mattia Verazi, 1756, Schwetzingen)
- La clemenza di Tito (dramma per musica, libretto di Pietro Metastasio e Mattia Verazi, 1757, Mannheim)
- Nitteti (dramma per musica, libretto di Pietro Metastasio, 1757, Teatro Regio di Torino diretta da Giovanni Battista Somis)
- Alessandro nell'Indie (dramma per musica, libretto di Pietro Metastasio, 1759, Milano)
- Ippolito ed Aricia (dramma per musica, libretto di Carlo Innocenzo Frugoni e Mattia Verazi, 1759, Mannheim)
- Günther von Schwarzburg (singspiel, libretto di Anton Klein, 1777, Mannheim)
- La morte di Didone (Tod der Dido) (singspiel, basato su un libretto di Pietro Metastasio, 1779, Mannheim)
- Tancredi (dramma per musica, 1783, Monaco)

## Links
- Günther von Schwarzburg score su Gallica
- Fata meravigliosa  libretto